# Love Today
Love Today è il terzo singolo estratto dall'album Life in Cartoon Motion del cantautore britannico Mika. È stato pubblicato per la prima volta nel Regno Unito il 16 aprile 2007 (solo per il download), mentre il 23 aprile dello stesso anno è uscita la versione CD.

## Tracce
1. Love Today – 3:57
2. The Only Lonely One (Demo)
3. Billy Brown (Acustica)
4. Love Today (Remix) – 5:41

## Andamento nella classifica italiana
| Posizione | 5 | 8 | 12 | 14 | 11 | 18 | 9 | 10 | 10 | 10 | 12 | 10 | - | 24 | 20 |

## Video musicale
Il video musicale è stato diretto da Sophie Muller, ed il video è stato presentato in anteprima all'interno del programma T4, dell'emittente britannica Channel 4, il 17 e il 18 marzo 2007. È la seconda parte del video, del singolo di Mika, Grace Kelly.

## Classifiche
| Chart (2007)                       | Peak position |
| ---------------------------------- | ------------- |
| Australia                          | 3             |
| Belgio (Fiandre)                   | 4             |
| Belgio (Vallonia)                  | 3             |
| Colombia                           | 9             |
| Finlandia                          | 9             |
| Francia                            | 5             |
| Irlanda                            | 13            |
| Italia                             | 5             |
| Messico                            | 72            |
| Nuova Zelanda                      | 28            |
| Paesi Bassi                        | 90            |
| Regno Unito                        | 6             |
| Repubblica Ceca                    | 50            |
| Stati Uniti                        | 92            |
| Svizzera                           | 46            |
| U.S. Billboard Pop 100             | 78            |
| U.S. Billboard Hot Dance Club Play | 2             |